# DJ Food
DJ Food est un projet collaboratif initié par Coldcut sur le label Ninja Tune. Les membres participent actuellement[Quand ?] au podcast hebdomadaire solid steel où plusieurs artistes remixent des titres publiés récemment.

## Discographie
- 1990 Jazz Brakes Vol. 1
- 1991 Jazz Brakes Vol. 2
- 1992 Jazz Brakes Vol. 3
- 1993 Jazz Brakes Vol. 4
- 1994 Jazz Brakes Vol. 5
- 1995 A Recipe For Disaster
- 1996 Refried Food
- 2000 Kaleidoscope
- 2001 Now, Listen!
- 2007 Now, Listen! Again
- 2011 The Search Engine
- 2012 The Good Food Guide (compilation)